# The Crown Jewels EP
The Crown Jewels EP è il secondo EP della cantautrice britannica Marina and the Diamonds, pubblicato il 1º giugno 2009.
È il primo lavoro dell'artista ad essere pubblicato da una casa discografica in quanto l'EP precedente, Mermaid vs Sailor, è stato autoprodotto e pubblicato dalla cantante stessa.

## Pubblicazione
Lo scopo dell'extended play era dare un piccolo assaggio del progetto a cui la cantante stava lavorando e le tracce incluse nell'EP erano inizialmente previste per essere incluse nel primo album della cantante, The Family Jewels. Mentre ciò è avvenuto per il brano I Am Not a Robot, gli altri due brani non sono stati inclusi nella versione standard del disco. Seventeen è stata pubblicata esclusivamente nella versione pubblicata in Giappone e successivamente nella ristampa dell'album per il mercato statunitense. La copertina del disco, un collage ad opera di Cristiana Couceiro, contiene una fotografia della regina consorte Margherita di Savoia, con gli occhi coperti da una striscia rettangolare bianca e circondata da numerosi diamanti tricolore, un riferimento al nome d'arte e al cognome dell'artista.

## Accoglienza
Robyn Burrows di ContactMusic ha dato all'EP una valutazione di 3,5 stelle su 5, descrivendo il brano di apertura I Am Not a Robot come un esempio di testo intelligente e analitico e il range vocale della cantante come strambo ma elastico. Nick Levine di Digital Spy afferma che l'EP è una splendida introduzione alla musica della cantante, con dei brani aventi un "ritornello istantaneamente pop" e una "gran quantità di fascino". Anch'egli ribadisce l'aggettivo "strambo" per descrivere la cantante e dà al disco un punteggio di 4 stelle su 5. Alisha Ahmed della rivista online God Is In The TV è invece più tiepida nella propria recensione, dando all'album 3 stelle su 5 e supponendo che la cantante fosse un tentativo della Warner di fare competizione a Florence and the Machine. Loda il brano I Am Not a Robot definendolo una "canzone molto buona", mentre ritiene mediocri gli altri due brani Seventeen e Simplify, preferendo quest'ultimo, e non considera degno di nota il remix di I Am Not a Robot.

## Tracce
CD promozionale/vinile 7"
1. I Am Not a Robot – 4:22 (Marina Diamandis, Liam Howe)
2. Seventeen – 3:05 (Marina Diamandis, Liam Howe)
3. Simplify – 2:26 (Marina Diamandis, Martin Craft)

Durata totale: 9:53
Download digitale/streaming
1. I Am Not a Robot (Starsmith 24 Carat Remix) – 5:18 (Marina Diamandis, Liam Howe)

Durata totale: 15:13